# Youngsters On The Air
Youngsters On The Air (YOTA), deutsch etwa: „Jugendliche auf Sendung“, ist eine Initiative der Youth Working Group („Arbeitsgruppe Jugend“) der Internationalen Vereinigung von Amateurfunkverbänden (IARU) in deren Region 1 (Teile Eurasiens sowie Afrika).
Ziel ist, junge Menschen (bis zum Alter von 26 Jahren) für das Hobby Amateurfunk zu interessieren und so die internationale Gemeinschaft der Funkamateure zu vergrößern. Hierzu werden jährlich im Sommer Treffen organisiert (YOTA Summer Camps), bei denen die Jugendlichen ihre Erfahrungen austauschen, Wettbewerbe organisieren und durchführen sowie in Workshops Neues lernen können. Neben der Förderung des Wissens über Kommunikations- und Hochfrequenztechnik ist dabei die internationale Verständigung und die Völkerfreundschaft ein wichtiges Anliegen.
Jährlich im Dezember wird darüber hinaus der Wettbewerb December YOTA Month veranstaltet, wobei ein spezielles Amateurfunkdiplom erworben werden kann.
Das Pendant zu YOTA (mit gleicher Abkürzung) in der Region 2 der IARU (Nord- und Südamerika) ist Youth on the Air.